# بيشماف كوتسوك
بيشماف كوتسوك الرئيس الثاني لحكومة جمهورية شمال القفقاس المتحدة. وُلد في قرية بايوك قرب نالتشك عاصمة جمهورية القبردي الشركسية عام 1883م. وتخرّج من جامعة بطرسبورغ الروسية في القانون وعمل في حقل المحاماة.

## حياته السياسية
بعدما اضطُرّت حكومة الرئيس عبد المجيد تشيرموي أول رئيس لحكومة شمال القفقاس المتحدة والتي كان قد أعلن استقلالها في 11/5/1918م إلى تقديم استقالتها للمؤتمر الوطني الشعبي بتاريخ 15/12/ 1918 م وذلك نتيجة انسحاب القوات التركية التي جاءت لتساند الجمهورية من شمال القفقاس بعد الهزائم التي تلقّتها القوات التركية في الجبهات الأخرى ودخول قوات الحلفاء العاصمة اسطنبول، تمّ تشكيل حكومة جديدة بتاريخ 19/12/1918م برئاسة بيشماف كوتسوك وضمّت كلا من نوح تارقو كوزير للدفاع ، و رشيد خان وزير للداخلية ، و حيدر بامات وزير للخارجية و اصلان كري جباغي وزير للمالية ، و المهندس ملكخان وزير للصناعة والتجارة ، و المهندس إبراهيم حيدر وزير للمواصلات ،و شاخصيوار وزير للتعليم ، وآ. بوتات وزير للزراعة وأملاك الدولة. وبقيت وزارات العدل والصحة شاغرة.
كان أول عمل قام به الرئيس بيشماف هو تأسيس جيش نظامي خاص بالجمهورية الجديدة. واستمرّت الحرب الأهلية الروسية بين القوات القيصرية البيضاء وبين الجيش الأحمر الشيوعي الجديد. ولكن كِلا الجيشين كانا يُضمِران الشر والسوء لجمهورية شمال القفقاس الفتية معتبرين إياها إرثا استعماريا يجب عليهم المحافظة عليه. وهكذا توجهت قوات الجنرال دينكين قائد الجيش القيصري الأبيض إلى شمال القفقاس لاحتلاله من جديد مع تأييد قوي من القوات البريطانية التي كانت ترابط في مدينة باكو على ساحل البحر الأسود. فازدادت الهجمات الوحشية الروسية المتتالية على السكان الشراكسة الآمنين.

## استقالته
قدّم الرئيس بيشماف كوتسوك استقالة حكومته إلى المؤتمر الشعبي في منتصف شهر مارس 1919م نتيجة الضغوط العسكرية الكبيرة التي تعرضت لها بالإضافة إلى المصاعب المالية التي عانت منها. حاول الجنرال خليل تشكيل حكومة جديدة إلا انه عجز عن ذلك ، وخلال ذلك انهزم الجنرال دينكين وزحف الجيش الأحمر الشيوعي ليحتل أرمينيا وأذربيجان وجورجيا ، فما كان من قادة استقلال جمهورية شمال القفقاس إلا الانسحاب إلى المنفى والهجرة خارج الوطن انتظارا لفرصة جديدة مواتية لإعادة تشكيل جمهورية شمال القفقاس المتحدة.

## وفاته
توفي دولة الرئيس بيشماف كوتسوك في تركيا في 18/1/1962م وشيّع بمراسيم عسكرية لائقة.